# Mohammed Abid
Mohammed Abid (ur. 18 marca 1995) – marokański lekkoatleta specjalizujący się w biegach średnich i długich.
Szósty zawodnik biegu na 3000 metrów podczas mistrzostw świata juniorów młodszych z 2011. Na juniorskim czempionacie w Barcelonie (2012) był czwarty w biegu na 1500 metrów. W 2013 startował na mistrzostwach świata w biegach przełajowych w Bydgoszczy, na których indywidualnie zajął 12. miejsce w biegu juniorów, a wraz z kolegami z reprezentacji zdobył brąz w drużynie.

## Osiągnięcia
| Rok  | Impreza                                   | Miejsce         | Konkurencja         | Pozycja     | Wynik   |
| ---- | ----------------------------------------- | --------------- | ------------------- | ----------- | ------- |
| 2011 | Mistrzostwa świata juniorów młodszych     | Lille Metropole | bieg na 3000 metrów | 6. miejsce  | 7:57,45 |
| 2012 | Mistrzostwa świata juniorów               | Barcelona       | bieg na 1500 metrów | 4. miejsce  | 3:41,73 |
| 2013 | Mistrzostwa świata w biegach przełajowych | Bydgoszcz       | bieg juniorów       | 12. miejsce | 22:31   |
| 2013 | Mistrzostwa świata w biegach przełajowych | Bydgoszcz       | drużyna juniorów    | 3. miejsce  |         |
| 2013 | Mistrzostwa Afryki juniorów               | Bambous         | bieg na 1500 metrów | 6. miejsce  | 3:45,4h |

## Rekordy życiowe
- bieg na 1500 metrów – 3:37,96 (2013)
- bieg na 3000 metrów – 7:55,40 (2013)
- bieg na 5000 metrów – 13:43,84 (2016)